# Sonthonnax-la-Montagne
Sonthonnax-la-Montagne – miejscowość i gmina we Francji, w regionie Owernia-Rodan-Alpy, w departamencie Ain.

## Demografia
Według danych na styczeń 2012 roku gminę zamieszkiwało 329 osób, a gęstość zaludnienia wynosiła 23,3 osób/km².